# عبد العزيز عيون السود
الشيخ عبد العزيز عيون السود (1335-1399هـ= 1916-1979م).
عالم، قارئ، جامع للقراءات، سوري.

## اسمه ومولده
هو الشيخ عبد العزيز ابن الشيخ محمد علي ابن الشيخ عبد الغني، عيون السود. ولد في مدينة حمص سنة (1335هـ) لأسرة عريقة في العلم والفضل.أبا عن جد.

## سيرته العلمية
تلقى عبد العزيز عيون السود العلم على يد والده محمد علي عيون السود، وعن عمه عبد الغفار، وعن علماء ومشايخ بلده، والتحق بدار العلوم الشرعية، التابعة للأوقاف بحمص، وتخرج فيها عام (1355هـ). وقد أصابه مرض أقعده عن التواصل بالناس، وكان من شأن العلماء وطلاب العلم عدم إضاعة الأوقات في كل أحوالهم، فاغتنم الشيخ فرصة انقطاعه عن الناس فحفظ القرآن الكريم.
ومن ثم أخذ علم القراءات السبع، والقراءات العشر، والقراءات الأربعة الشواذ، وعلم الرسم، والضبط، وعد الآي، على كبار علماء القراءات في عصره، (داخل وخارج بلاده).
وإلى جانب علمه في القراءات كان عالماً في التفسير يحقق فيه، وله باع في علم مصطلح الحديث، وقواعد الجرح والتعديل، وحفظ الكتب الستة والمسلسلات.
أخذ عن سليمان الفارسكوري المصري القراءات السبع بمضمن الشاطبية، وحفظ الدرة وطيبة النشر، وسافر الى شيخ قراء الشام بدمشق محمد سليم الحلواني، وأخذ عنه القراءات العشر بمضمن الشاطبية والدرة، وأخذ عن عبد القادر قويدر الشهير بـ(العربيني) القراءات العشر بمضمن الطيبة. وأخذ علم الفقه الحنفي وأصوله عن والده محمد بن علي، وعن عمه عبد الغفار عيون السود، وعن عبدالقادر خوجة، وكان الشيخ عبد العزيز عيون السود فقيهاً متمكناً يُرجع إليه في معضلات الفقه واسع الاطلاع في علوم العربية ويحفظ نحواً من ثلاثة عشر ألف بيت من الشعر في العلوم المختلفة، حتى غدا المرجع الأعلى في حمص بالفقه.

## أخذه العلم خارج بلده
وبعد الحج في مكة المكرمة، قرأ على أحمد حامد التيجي، (شيخ قراء الحجاز) ثم سافر إلى مصر، وقرأ على علي بن محمد الضباع، (شيخ عموم المقارئ المصرية) القراءات الأربع عشرة من طريق الشاطبية والدرة والطيبة والفوائد المعتبرة، كما أخذ عنه المقدمة في التجويد لابن الجزري، وأخذ عنه في علم الرسم والضبط منظومتي عقيلة أتراب القصائد، وناظمة الزهر، وكلتاهما للشاطبي. «وقد أجازه علماء القراءات المذكورون كلُّهم، وبينهم وبين النبي صلى الله عليه وسلم ستة وعشرون رجلاً كل منهم مشهور بشيخ قراء زمانه، وكلٌّ مشهود له بالتحقيق والتدقيق. وهذا إسناد ليس في زمنه أعلى منه ولا أقرب إلى النبي ﷺ».

## شيوخه
ومن شيوخه:
1. والده محمد علي عيون السود
2. محمد سليم الحلواني، شيخ القراء بدمشق.
3. الفارسكوري المصري.
4. عبد القادر قويدر العربيني، شيخ القراء بدمشق.
5. أحمد حامد التيجي، شيخ القراء بمكة المكرمة.
6. علي بن محمد الضباع، شيخ القراء بمصر.
7. عامر بن السيد بن عثمان.
8. عبد الغفار عيون السود، عمّه.
9. عبد القادر الخوجة.
10. طاهر الرئيس.
11. عبد الجليل مراد.
12. زاهد أتاسي.
13. أنيس كلاليب.
14. محمد الياسين.
15. أحمد صافي.
16. النعيم النعيمي المحدث.

## تلامذته
ومن تلامذته:
1. عبد الغفار بن عبد الفتاح الدروبي.
2. سعيد العبد الله المحمد.
3. أبو الحسن محي الدين بن حسن الكردي، شيخ مقارئ زيد بن ثابت، بدمشق.
4. المحدث نعيمي النعيمي، قدم إلى حمص خصيصاً للقراءة عليه وهو من الجزائر وأجازه.
5. محمد خالد الجاسم الأشقر، الشهير بالغجري.
6. أيمن رشدي سويد، لازمه طويلاً.
7. محمود جمعة عبيد، إمام جامع الروضة بدمشق.
8. مصطفى أواب.
9. محمد عبد الرحمن بن عبد العزيز عيون السود
10. محمد عبد الرحيم بن عبد العزيز عيون السود
11. مبشر ابن عبد العزيز عيون السود.
12. محمد فيصل بن عبد الغفار الدروبي.
13. مروان سوار.
14. محمد تميم مصطفى الزعبي الحمصي.

## مؤلفاته
ومن مؤلفاته:
1. النفس المطمئنة في كيفية إخفاء الميم الساكنة.
2. رسالة في أحكام بعض البيوع والمكاييل والأوزان الشرعية.
3. منظومة تلخيص صريح النص في الكلمات المختلف فيها عن حفص.

## وفاته
وتوفي في أثناء الصلاة وهو ساجد في ليلة السبت (13/ 2/ 1399هـ) ثالث عشر صفر الخير، عام تسعة وتسعين وثلاثمائة وألف من الهجرة.

## روابط خارجية
- إجازة الشيخ عبد العزيز عيون السود للشيخ محي الدين الكردي والشيخ أيمن سويد
- من كرامات الشيخ عبد العزيز عيون السود لأيمن سويد

### بيانات المراجع الكاملة
- نزار أباظة؛ محمد رياض المالح (1999)، إتمام الأعلام: ذيل لكتاب الأعلام لخير الدين الزركلي (ط. 1)، بيروت: دار صادر، ج. 1، ص. 159، OCLC:41968507، QID:Q117825139
- إلياس بن أحمد حسين بن سليمان البرماوي (2007). إمتاع الفضلاء بتراجم القراء في ما بعد القرن الثامن الهجري (ط. 2). المدينة المنورة: مكتبة دار الزمان. ج. 4. ص. 160-166. ISBN:978-9960-9757-3-3. OCLC:4770472151. QID:Q115013929.
- محمد مطيع الحافظ؛ نزار أباظة (2016)، تاريخ علماء دمشق في القرن الرابع عشر الهجري (ط. 2 مزيدة ومنقحة)، ج. 2، ص. 1301-1304، QID:Q115004523